# Yakaköy (Yapraklı)
Yakaköy is een dorp in het Turkse district Yapraklı en telt 185 inwoners (2000).
Centrale districtsplaats (İlçe Merkezi): Yapraklı
Gemeenten (Beldeler): İkizören · Yukarıöz · Yüklü
Dorpen (Köyler):
Akyazı · Aşağıöz · Ayseki · Ayvaköy · Bademçay · Balıbıdık · Belibedir · Buğay · Buluca · Büyükakseki · Çakırlar · Çevrecik · Çiçekköy · Davutlar · Doğanbey · Gürmeç · İğdir · Karacaözü · Kavakköy · Kayacık · Kaymaz · Kıvcak · Kirliakça · Kullar · Müsellim · Ovacık · Sarıkaya · Sazcığaz · Sofuoğlu · Subaşı · Tatlıpınar · Topuzsaray · Yakadere · Yakaköy · Yamaçbaşı · Yenice · Yeşilyayla · Zekeriyaköy